# 戦国スクナ
『戦国スクナ』（せんごくスクナ）は、ねこたま。による日本の漫画。スクウェア・エニックスのウェブコミック配信サイト『ガンガンONLINE』で2011年10月27日まで連載された。

## ストーリー
架空の町である「戦国町」を舞台に、手乗りサイズの「スクナ族」の武将少女達がご近所統一を目指す。

## 登場人物

### 伊達さんち（一丁目）
マサムネ
- 身長：140ミリメートル B：63、W：51、H：66
- 髪の色：銀
- 瞳の色：翠
- 好きな言葉：天下統一

主人公。右目に眼帯をしたスクナの少女。趣味は強い者と戦うこと（ただし、いまだ無勝）。
身の丈ほどの刀を武器とし、強力な回復力と強靭な打たれ強さを持つ。
ご近所統一を夢見ているが、天然でドジであるためにいつも空回りしている。貧乳とコジューローにイジられることが悩み。
コジューロー
- 身長：157ミリメートル B：84、W：55、H：81
- 髪の色：金茶
- 瞳の色：鉛
- 好きな言葉：叱咤激励

マサムネの家臣。
マサムネとは主従関係にあるにもかかわらず、いつもマサムネをイジっている超ドS娘。「マサムネは戦国町内で最弱」、「（マサムネは）戦国町内負け犬ランキングに殿堂入りした」等の噂を流したことがある。
伊達 愛花（だて まなか）
- 身長：154センチメートル B：75、W：57、H：78
- 髪の色：茶
- 瞳の色：黒
- 好きな言葉：馬子にも衣装

伊達家の1人娘の少女。人間。父の名は輝宗、母は義姫（よしき）。
手先が器用で、マサムネに自作のコスプレ衣装を着せて楽しむのが趣味。モデルは愛姫。

### 徳川さんち（三丁目）
イエヤス
- 身長：160ミリメートル B：74、W：56、H：78
- 髪の色：金
- 瞳の色：碧
- 好きな言葉：漁夫の利

三丁目の徳川さんちに住んでいるスクナ。眼鏡っ子。一見物腰柔らかだが、さらりと毒を吐く腹黒。
タダカツ
- 身長：172ミリメートル B：80、W：54、H：84
- 髪の色：黒
- 瞳の色：黒
- 好きな言葉：忠勇無双

イエヤスの家臣。天下無双の槍使いで、蜻蛉切（とんぼぎり）という伸縮自在の槍を武器とする。
ハンゾウ
- 身長：154ミリメートル B：74、W：54、H：78
- 髪の色：狐色
- 瞳の色：黒
- 好きな言葉：失敗は成功の元

イエヤスの家臣である忍者娘。極度のドジッ娘で、やる気はあるのだがいつも空回りしている。変装が得意。

### 島津さんち（五丁目）
ヨシヒロ
- 身長：162ミリメートル B：80、W：57、H：81
- 髪の色：金
- 瞳の色：紅
- 好きな言葉：一撃必殺

五丁目の島津さんちに住んでいるスクナ。「鬼島津連合」の副総長。
可愛いものに目がなく、愛花がマサムネに着せていたコスプレ衣装（ゴスロリデザイン）への一目惚れがきっかけで、愛花を「姉御」と呼ぶようになり、マサムネ達とも友好関係を築いている。可愛い物好きであることを本人は隠しているが、部下たちは全員知っている。
ヨシヒサ
- 身長：164ミリメートル B：75、W：55、H：78
- 髪の色：銀
- 瞳の色：紺
- 好きな言葉：運は天に在り

ヨシヒロの姉にして、「鬼島津連合」総長。
和服を着こなし、落ち着いた雰囲気を持っているが、腑抜けていたヨシヒロに活を入れる為に木槌で殴るといった過激な一面も持ち合わせている。なお、スリーサイズは全てヨシヒロより下回っているため、妹のゴスロリ服は着られるようである。

### 上杉さんち（一丁目）
ケンシン
- 身長：163ミリメートル B：78、W：57、H：82
- 髪の色：黒
- 瞳の色：黒
- 好きな言葉：真実一路

一丁目の上杉さんちに住んでいるスクナ。「軍神」の異名を持ち、タダカツよりも強いと言われる。何者にも臆さない度胸をもつマサムネを一目置いているが、それがカネツグに嫉妬心を抱かせるきっかけとなった。
カネツグ
- 身長：146ミリメートル B：68、W：52、H：73
- 髪の色：鴇色
- 瞳の色：紺青
- 好きな言葉：愛こそすべて

ケンシンの家臣。マフラーの端に「愛」の刺繍がある。

### 武田さんち（三丁目）
シンゲン
- 身長：158ミリメートル B：77、W：56、H：79
- 髪の色：赤
- 瞳の色：赤茶
- 好きな言葉：鎧袖一触

二丁目の武田さんちに住んでいるスクナ。身の丈ほどの斧を武器とする。
常に猫に跨っているが、本気で戦う際には降りる。ケンシン同様、マサムネを気に入っている。

### 今川さんち（二丁目）
ヨシモト
- 身長：170ミリメートル B：94、W：56、H：91
- 髪の色：黒
- 瞳の色：黒
- 好きな言葉：大は小を兼ねる

今川さんちに住んでいるスクナ。巨乳至上主義者であり、全ての価値は大きさで決まると信じて疑わない。高飛車な性格で、マサムネの貧乳をバカにしている。

### 豊臣さんち（三丁目）
ヒデヨシ
- 身長：106ミリメートル B：51、W：39、H：56
- 髪の色：金
- 瞳の色：茶
- 好きな言葉：みんな仲良く

三丁目の豊臣さんちに住んでいるスクナ。馬簾の髪飾りと腰の後ろに瓢箪を付けている。
人懐っこい性格で、本人の能力というよりも周囲の人材に非常に恵まれており、そのおかげで三丁目で一、二を争う勢力に数えられている。
ハンベエ
- 身長：161ミリメートル B：79、W：56、H：82
- 髪の色：亜麻色
- 瞳の色：千歳緑
- 好きな言葉：晴耕雨読

ヒデヨシの家臣である天才軍師。ヒデヨシのお目付け役であり、姉のような存在。
マサノリ
ヒデヨシの家臣。武芸に優れ、「豪腕無双」と呼ばれる。
キヨマサ
ヒデヨシの家臣。守戦に優れ、「無敵の盾」と呼ばれる。
豊臣 寧々（とよとみ ねね）
豊臣家の少女。人間。

### 小早川さんち
ヒデアキ
- 身長：166ミリメートル B：90、W：54、H：90
- 髪の色：薄茶
- 瞳の色：金
- 好きな言葉：痛みが無ければ得るものも無い

痛みを快感に感じるドM娘。その為、コジューローをお姉さまと呼び、いたぶられる事に至極の喜びを感じている。
ただし、コジューローは痛めつけた時の反応や、泣きそうな顔になるのを見ることに喜びを感じている為、イジりに対し喜んでいるヒデアキとは折り合いが悪い。

### 大友さんち（五丁目）
ソウリン
- 身長：171ミリメートル B：81、W：56、H：82
- 髪の色：栗色
- 瞳の色：青
- 好きな言葉：英雄、色を好む

ザビエル教会でシスターをしているスクナ。思考は煩悩の塊であり、他人のスクナの下着を盗み、覗きやセクハラに余念がない。衣服だけを切り裂く聖剣（魔剣）を帯刀している。
ドウセツ
- 身長：156ミリメートル B：73、W：55、H：77
- 髪の色：白
- 瞳の色：青
- 好きな言葉：紫電一閃、電光石化

ソウリンの家臣。主君から被害を受けたスクナ達への謝罪に奔走している。

### 足利さんち（五丁目）
ヨシテル
足利神社に住む、戦国町で最強の刀使いとも云われるスクナ。一人称は「余」。足まで伸びた長髪と腰に差した三本の刀を持つ。
極度の方向音痴で南に沖縄、北に青森の大間崎まで行ってしまったことがある。自力で帰り着いたことが一度も無いらしい。戦国町内では顔が広く、シンゲンやケンシンも敬意を払う。

## 用語
スクナ族
身長約15センチメートルで、女性しかいない種族。漢字表記は「少名」。
神の眷属である、座敷童子であるなどと言われるが詳細は不明。
踵がない（小さい？）。

## 書籍情報
1. 第1巻 - 2009年11月21日発売 - ISBN 978-4-7575-2725-6
2. 第2巻 - 2010年4月22日発売 - ISBN 978-4-7575-2845-1
3. 第3巻 - 2011年1月22日発売 - ISBN 978-4-7575-3123-9
4. 第4巻 - 2011年12月22日発売 - ISBN 978-4-7575-3445-2